# Quercus gravesii
Quercus gravesii es una especie del género Quercus dentro de la familia de las Fagaceae. Está clasificada en la Sección Lobatae; del roble rojo de América del Norte, Centroamérica y el norte de América del Sur que tienen los estilos largos, las bellotas maduran en 18 meses y tienen un sabor muy amargo. Las hojas suelen tener lóbulos con las puntas afiladas, con cerdas o con púas en el lóbulo.

## Descripción
Es un árbol caducifolio que alcanza los 12 m de altura. La corteza es de color negro, gruesa y estriada, lisas en las ramas. Las ramas son delgadas, grises o de color marrón-rojizo. Los brotes terminales son marrones, ovoides, sin pelos, entre 2-5 mm de largo, con escamas ciliadas. Las hojas miden 5-10 x 4-8 cm, elípticas oblongas, delgadas pero correosas. La base de las hojas son redondeadas o cuneiformes. Su ápice es obtuso en la punta, con 3-7 lóbulos dentados, con profundas escotaduras redondeadas. El lóbulo terminal es alargado, sin pelo, de color verde oscuro brillante por encima, pálido y rojizo por debajo, con copos axilares, de color rojo cuando se desarrolla y en la caída de las hojas. El peciolo es sin pelos, entre 0,5-2 cm de largo. Las flores florecen en primavera. Las bellotas miden entre 1,2 a 1,5 cm, ovoides, y aparecen solas o en parejas, a veces más, en un corto pedúnculo. Las bellotas están cerradas por una cúpula de entre 1/3 a 1/2 de profundidad, turbinada, de 1,5 cm de ancho. Las bellotas maduran al cabo de 2 años.

## Distribución y hábitat
Quercus gravesii se puede encontrar en tres áreas restringidas pero comunes en su área de distribución del suroeste de Texas (Estados Unidos), incluidas el Parque nacional Big Bend, y las sierras vecinas del Estado de Coahuila, en México, entre 1200 hasta 2300 m de altitud.

## Taxonomía
Quercus gravesii fue descrita por George Bishop Sudworth y publicado en Check List For. Trees U.S. ed. rev.: 86 1927
Etimología
Quercus: nombre genérico del latín que designaba igualmente al roble y a la encina.
gravesii: epíteto
Sinonimia
- Quercus chesosensis (Sarg.) C.H.Mull.
- Quercus coccinea var. microcarpa Torr.
- Quercus shumardii var. microcarpa (Torr.) Shinners
- Quercus stellapila (Sarg.) Parks
- Quercus texana var. chesosensis Sarg.
- Quercus texana var. stellapila Sarg.[3][4]